# Los vaqueros: La trilogía
Los vaqueros: La trilogía es el tercer álbum de estudio del cantante puertorriqueño Wisin. El 30 de agosto de 2015, el álbum fue pirateado y lanzado a través de internet. Tras ver este acto, Wisin tomó la decisión de adelantar el estreno para el 4 de septiembre de 2015.

## Videos musicales
Como parte de la promoción, el 30 de enero de 2015 se lanza el primer sencillo del álbum «Nota de amor» junto a Carlos Vives y Daddy Yankee. El video musical fue lanzado el 17 de abril de 2015. El 4 de septiembre de 2015 se lanza el segundo sencillo del álbum titulado «Que se sienta el deseo» junto a Ricky Martin. El video musical fue dirigido por Jessy Terrero y se estrenó el 2 de octubre de 2015.

## Antecedentes
El disco se estaba trabajando con su compañero de dúo Yandel para el 2013, en ese momento llevaba el nombre de Los vaqueros 3: el ejército, pero no se terminó ya que ambos decidieron descansar como dúo para comenzar sus carreras como solistas. En el 2014 se anunció que Wisin comenzaría a trabajar en el disco de Los vaqueros que esta vez será La trilogía, pero lo hará sin Yandel, ya que está trabajando en su tercer álbum como solista llamado Dangerous.
En 2015 se confirmó la participación de artistas de variados géneros musicales como Carlos Vives, Ricky Martin, Pedro Capó, Prince Royce y Axel. Además de la participación de artistas del género urbano como Daddy Yankee, Cosculluela, Ñengo Flow, Jenay, Farruko, J Álvarez, Franco "El gorila", Pusho, Tito el Bambino, Plan B, Jory Boy, Tony Dize, Divino, Eloy, Los Cadillacs, Gocho y Alexis & Fido. También la participación de quienes fueron sus rivales desde hace años hasta el 2014 y el 2015, Baby Rasta & Gringo y Arcángel, además la participación, en la narración de la introducción del álbum, de Gavilán.

## Promoción

### Sencillos
El primer sencillo del álbum se titula «Nota de amor», fue compuesto por el cantante y Carlos Vives e interpretado por ambos junto a Daddy Yankee. El video musical fue estrenado el 17 de abril de 2015. Fue filmado en una mansión en la playa de Golden Beach, al norte de Miami. En Estados Unidos el sencillo se colocó en el primer puesto de la lista Billboard Latin Songs y en el segundo puesto de Billboard Latin Pop Songs. En la lista Billboard Hot Latin Songs alcanzó el quinto puesto.
El 31 de julio de 2015, Wisin lanzó «Corazón acelerado». El sencillo, aun siendo promocional y sin contar con video musical en su momento, logró colocarse en el primer puesto del top nacional Colombia y en el cuarto puesto del top urbano de National Report. Logró el cuarto puesto del top urbano y el octavo puesto del top general de Monitor Latino en Colombia.
El 4 de septiembre de 2015 se lanza el sencillo, titulado «Que se sienta el deseo», una colaboración con el cantante Ricky Martin. El video musical fue grabado en México y Miami, fue producido por Jessy Terrero. En Estados Unidos el sencillo logró el puesto once en el Billboard Latin Songs y en el séptimo puesto de Billboard Latin Pop Songs. En la lista Billboard Hot Latin Songs logró el puesto veinte.

### Sencillos promocionaeles
En agosto de 2015 se anunció que se lanzarían tres videos musicales cada semana, en forma consecutiva, el primer video musical se estrenó el 30 de octubre de 2015 y fue del sencillo «Piquete» junto a Plan B, grabado en Colombia. El 6 de noviembre de 2015, se estrenó el video musical de «Corazón acelerado», grabado en Bogotá. Finalmente, el 27 de noviembre de 2015 se estrenó el tercer sencillo del disco y su respectivo video musical de «Tu libertad» junto a Prince Royce, fue grabado en la Ciudad de México y contó con la participación de la actriz mexicana África Zavala y el actor argentino Julián Gil. Los tres videos musicales estuvieron bajo la dirección de Jessy Terrero.

### Tour
El 29 de julio de 2015 dio comienzo a su gira Take over World Tour en Santa Marta, Colombia. Se anunciaron las primeras 35 fechas del tour en América del norte, Europa y América del Sur.

## Recepción
Angie Romero de la revista estadounidense Billboard argumentó que Wisin demuestra tener muchos amigos, en todas partes del mundo, dispuestos a sumergirse en el sonido callejero sin perder su esencia individual. Menciona que el lado romántico de Wisin, en temas como «Nota de amor» junto a Carlos Vives lo hacen más placentero para la audiencia femenina, la cual podría haberse sentido ofendida anteriormente por la música de Wisin & Yandel. Finalmente, menciona el "irresistible" coro de Prince Royce en el tema «Tú libertad» al cual considera un himno.
El sitio web Rhapsody mostró su agrado por el tema «Nota de amor» y menciona que las canciones incluidas en el álbum son lo suficientemente pegajosas, fuertes y muy capaces de entrar en las radios. Considera que la introducción «es capaz de llevarte a los días donde el reguetón era caliente y era el tipo de música sucia que lograba quererte hacer sudar». Finalmente, expresa que lo mejor del álbum es que vuelve a las raíces del reguetón, en pistas que te tientan a bailar arriba de la silla, y trae de vuelta la emoción que lo empezó todo.

## Lista de canciones
- CD 1

| Los vaqueros 3: La trilogía (CD 1) | | |                                                                       |          |  |
| N.º                                | Título | Escritor(es) | Productor(es)                                                         | Duración |  |
| 1.                                 | «Los Vaqueros (Introducción)» (con Gavilán, Arcángel, Baby Rasta, Cosculluela, Franco "El Gorila", Tito El Bambino, Ñengo Flow, J Álvarez, Farruko, Pusho & Jenay) | Gavilán / Juan Luis Morera / Austin Santos / Wilmer Alicea / José Cosculluela / Luis Cortes / Efraín Nevárez / Edwin Rosa / Javid Álvarez / Carlos Reyes / Emmanuel Birriel | Hyde, Haze, DJ Luian, Mueka                                           | 8:48     |  |
| 2.                                 | «Amenázame» | Juan Luis Morera | Hyde, Haze                                                            | 3:45     |  |
| 3.                                 | «Piquete» (con Plan B) | Juan Luis Morera / Orlando Vega / Edwin Vega | Haze, Hyde, DJ Duran                                                  | 4:11     |  |
| 4.                                 | «Amor de locos» (con Jory & Jenay) | Juan Luis Morera / Fernando Sierra / Jenay | Haze, Hyde                                                            | 4:27     |  |
| 5.                                 | «Que se sienta el deseo» (con Ricky Martin) | Juan Luis Morera / Ricky Martin | Chris Jeday, O'Neill, Federico Vindver, Dave Cabrera, Los Legendarios | 4:11     |  |
| 6.                                 | «Caramelo» (con Franco "El Gorila" & Cosculluela) | Juan Luis Morera / Luis Torres / José Cosculluela | Hyde, Haze, Mueka                                                     | 4:17     |  |
| 7.                                 | «Traviesa» | Juan Luis Morera | Hyde, Santana                                                         | 3:52     |  |
| 8.                                 | «Nota de amor» (Wisin & Carlos Vives con Daddy Yankee) | Juan Luis Morera / Carlos Vives / Raymond Ayala | Marc y Rafy                                                           | 3:52     |  |
| 9.                                 | «Callaíto» (Con Baby Rasta & Gringo) | Juan Luis Morera / Wilmer Alicea / Samuel Gerena | Hyde, Santana, Haze, Linares                                          | 2:55     |  |
| 10.                                | «Faldita esa» | Juan Luis Morera | Luny Tunes, Haze                                                      | 3:06     |  |
| 11.                                | «Dime qué sucedió» (Con Tony Dize) | Juan Luis Morera / Antonio Rivera | Hyde, Haze, Noriega, Marc y Rafy                                      | 4:09     |  |

- CD 2

| Los vaqueros 3: La trilogía (CD 2) |                                                       |                                                      |                                                   |          |  |
| N.º                                | Título                                                | Escritor(es)                                         | Productor(es)                                     | Duración |  |
| 1.                                 | «Corazón acelerado»                                   | Juan Luis Morera, Luis O'Neill                       | Hyde, Noriega, O'Neill                            | 3:45     |  |
| 2.                                 | «Luna llena»                                          | Juan Luis Morera                                     | Haze, Hyde ,Fred Chirivella (Ukulele & Guitarras) | 3:37     |  |
| 3.                                 | «Ahí es que es» (con J Álvarez)                       | Juan Luis Morera / Javid Álvarez                     | Jumbo, Hyde, Los Legendarios                      | 4:22     |  |
| 4.                                 | «Tu libertad» (con Prince Royce)                      | Juan Luis Morera / Geoffrey Rojas                    | Hyde, Noriega, O'Neill, Bory                      | 4:04     |  |
| 5.                                 | «Poder» (con Farruko)                                 | Juan Luis Morera / Carlos Reyes                      | Hyde, Jumbo                                       | 4:10     |  |
| 6.                                 | «Nos queremos» (con Divino)                           | Juan Luis Morera / Daniel Velázquez                  | Hyde, Haze, Santana                               | 3:47     |  |
| 7.                                 | «Yo me dejo» (con Alexis)                             | Juan Luis Morera / Raúl Ortiz                        | Hyde, Haze                                        | 3:29     |  |
| 8.                                 | «Ven báilame» (con Gocho)                             | Juan Luis Morera / José Torres                       | Gocho, Hyde, O'Neill                              | 4:21     |  |
| 9.                                 | «Pégate pa' que veas» (con Franco "El Gorila" & Eloy) | Juan Luis Morera / Luis Torres / Luis Eloy Del Valle | Jumbo, Hyde, Edup                                 | 3:20     |  |
| 10.                                | «Prisionero» (Con Pedro Capó & Axel)                  | Juan Luis Morera / Pedro Capó / Axel Witteveen Pardo | Hyde, O'Neill                                     | 3:39     |  |
| 11.                                | «Adictos a tus besos» (Con Los Cadillacs)             | Juan Luis Morera / Luis Romero / Emilio Vizcaíno     | Luny Tunes                                        | 4:11     |  |
| 12.                                | «Que se sienta el deseo» (Versión Solo)               | Juan Luis Morera / Ricky Martin                      | O'Neill, Chris Jeday                              | 4:11     |  |
| 01:05:42                           |                                                       |                                                      |                                                   |          |  |

Bonus tracks
| Bonus tracks |                                                        |                                              |                        |          |  |
| N.º          | Título                                                 | Escritor(es)                                 | Productor(es)          | Duración |  |
| 1.           | «Yo quiero contigo»                                    | Juan Luis Morera                             | Hyde, O'Neill          | 3:55     |  |
| 2.           | «Yo quiero contigo» (con Plan B)                       | Juan Luis Morera / Orlando Vega / Edwin Vega | Hyde, O'Neill          | 4:41     |  |
| 3.           | «Corazón acelerado» (con Pipe Bueno (Versión popular)) | Juan Luis Morera, Luis O'Neill               | Hyde, Noriega, O'Neill | 3:40     |  |

## Posicionamiento

### Semanales
| País           | Certificador | Lista            | Mejor posición |
| 2015           | 2015         | 2015             | 2015           |
| -------------- | ------------ | ---------------- | -------------- |
| Estados Unidos | Billboard    | Top Latin Albums | 1              |
| Estados Unidos | Billboard    | Top Rap Albums   | 15             |
| Venezuela      | Recordland   | Top 40           | 11             |
| México         | AMPROFON     | Top 100          | 62             |

### Anuales
| País           | Chart     | Lista            | Mejor posición |
| 2015           | 2015      | 2015             | 2015           |
| -------------- | --------- | ---------------- | -------------- |
| Estados Unidos | Billboard | Top Latin Albums | 74             |